# Brachystelma pygmaeum
Brachystelma pygmaeum är en oleanderväxtart. Brachystelma pygmaeum ingår i släktet Brachystelma och familjen oleanderväxter.

## Underarter
Arten delas in i följande underarter:
- B. p. flavidum
- B. p. pygmaeum